# Sharron Davies

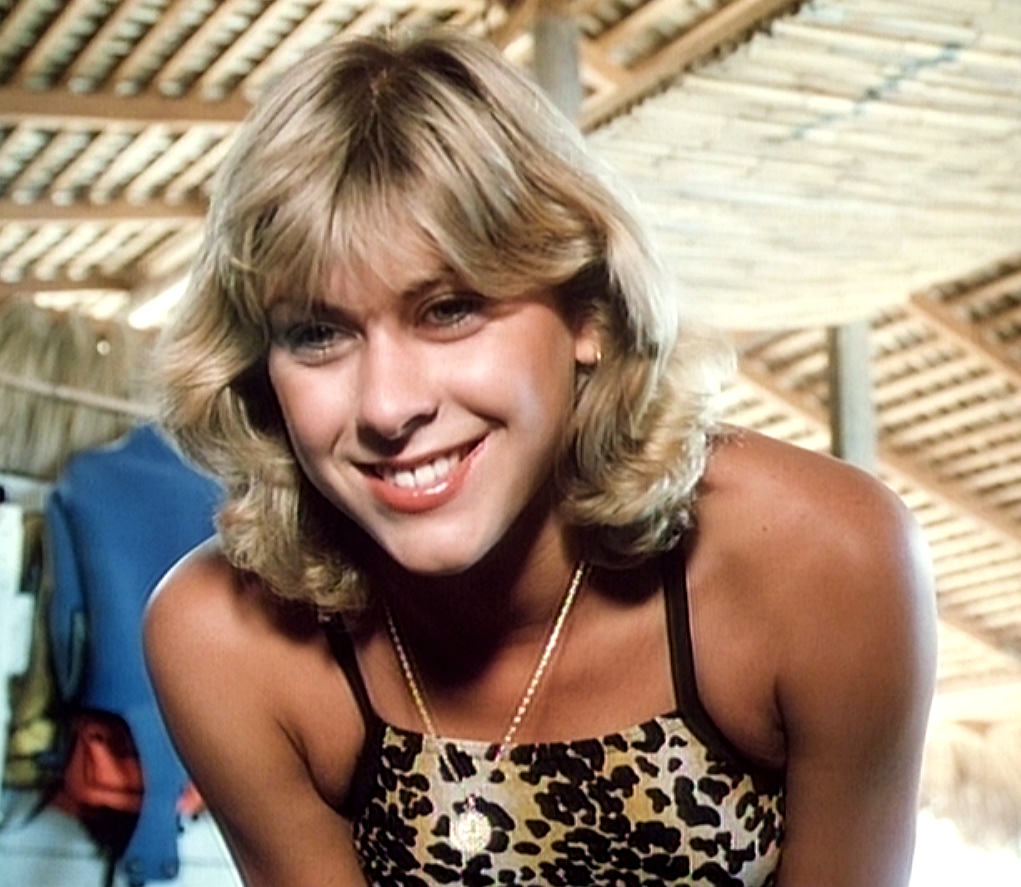
Sharron Davies, 1983

Sharron Elizabeth Davies MBE (* 1. November 1962 in Plymouth) ist eine ehemalige britische Schwimmerin. Sie gewann eine olympische Silbermedaille und zwei Bronzemedaillen bei Europameisterschaften. Bei Commonwealth Games erhielt sie je zwei Gold-, Silber- und Bronzemedaillen.

## Karriere
Sharron Davies begann ihre internationale Karriere 1976 bei den Olympischen Spielen in Montreal, als sie im Vorlauf über 200 Meter Rücken als 19. ausschied. Im Jahr darauf belegte sie bei den Schwimmeuropameisterschaften 1977 in Jönköping den vierten Platz über 200 Meter Lagen. Über 400 Meter Lagen erhielt sie die Bronzemedaille hinter den DDR-Schwimmerinnen Ulrike Tauber und Sabine Kahle. Den Wettbewerb in der 4-mal-100-Meter-Freistilstaffel gewann die Staffel aus der DDR vor den Niederländerinnen. Dahinter erkämpften Victoria Bullock, Mary Houston, Sharron Davies und Cheryl Brazendale die Bronzemedaille. 1978 nahm Sharron Davies bei den Commonwealth Games in Edmonton an sechs Wettbewerben teil. Über 200 Meter Rücken verfehlte sie den Finaleinzug, über 200 Meter Freistil erreichte sie den fünften Platz. Sie gewann sowohl über 200 Meter Lagen als auch über 400 Meter Lagen. Die englische 4-mal-100-Meter-Freistilstaffel mit Cheryl Brazendale, Heidi Turk, Kaye Lovatt und Sharron Davies erhielt die Silbermedaille hinter den Kanadierinnen und vor den Australierinnen. In der 4-mal-100-Meter-Lagenstaffel siegten die Kanadierinnen vor den Australierinnen, dahinter erhielten Helen Gilyard, Margaret Kelly, Sharron Davies und Sue Jenner die Bronzemedaille. Zwei Wochen nach den Commonwealth Games fanden in West-Berlin die Weltmeisterschaften statt. Sharron Davies belegte auf beiden Lagenstrecken den sechsten Platz. Die britische Freistilstaffel mit Brazendale, Bullock, Turk und Davies schwamm auf den achten Platz. Bei den Olympischen Spielen 1980 in Moskau belegte Davies den elften Platz über 400 Meter Freistil. Auf der 400-Meter-Lagenstrecke siegte Petra Schneider aus der DDR in neuer Weltrekordzeit. Mit zehn Sekunden Rückstand erkämpfte Davies die Silbermedaille vor der Polin Agnieszka Czopek. Zum Abschluss der Schwimmwettbewerbe schlug die 4-mal-100-Meter-Freistilstaffel mit Sharron Davies, Kaye Lovatt, Jackie Willmott und June Croft als vierte Staffel an, die Britinnen hatten über zwei Sekunden Rückstand auf die drittplatzierten Niederländerinnen. Nach den Olympischen Spielen beendete Davies ihre Leistungssport-Karriere und begann mit Arbeiten für das Fernsehen.
Neun Jahre später kehrte Sharron Davies zurück ins Schwimmbecken. Bei den Europameisterschaften 1989 in Bonn belegte sie den sechsten Platz über 200 Meter Lagen und mit der 4-mal-100-Meter-Freistilstaffel in der Besetzung Karen Pickering, Sharron Davies, Caroline Woodstock und Joanna Coull. Bei den Commonwealth Games 1990 in Auckland verpasste Davies den Finaleinzug über 100 Meter Freistil. Über 200 Meter Rücken und 200 Meter Lagen belegte sie jeweils den sechsten Platz. Die englische 4-mal-100-Meter-Freistilstaffel mit June Croft, Karen Pickering, Sharron Davies und Zara Long gewann die Bronzemedaille hinter Australierinnen und Kanadierinnen. Die englische 4-mal-200-Meter-Freistilstaffel mit Joanna Coull, Judy Lancaster, June Croft und Sharron Davies gewann Silber hinter den Australierinnen. Bei den Olympischen Spielen 1992 in Barcelona schied sie über beide Lagenstrecken in den Vorläufen aus.
Sharron Davies wurde 1993 in den Order of the British Empire aufgenommen. Sie nahm nach ihrer Aktivenzeit als Reporterin und Co-Moderatorin der BBC an zahlreichen Olympischen Spielen teil.
Sharron Davies war mehrfach verheiratet und trug bereits die Nachnamen Crisp und Kingston. Von 1994 bis 2000 war sie mit dem Leichtathleten Derek Redmond verheiratet.

## Schriften
- Sharron Davies with Craig Lord: Unfair play : the battle for women's sport, London : Forum, 2023, ISBN 978-1-80075-280-1